# Seznam alžirskih pesnikov
Seznam alžirskih pesnikov.

## A
- Jean Amrouche

## Š
- Šejk El Hasnaoui

## D
- Mohammed Dib
- Assia Djebar

## I
- Fatima-Zohra Imalhayene

## K
- Mohamed Khelouati

## M
- Ahlem Mosteghanemi

## Y
- Kateb Yacine